# Salto con gli sci alla XXVI Universiade invernale
Nel salto con gli sci alla XXVI Universiade invernale si sono disputate cinque gare: tre maschili, una femminile e una mista. Le gare si sono svolte dal 14 al 20 dicembre 2013 a Predazzo, in Italia, sui trampolini HS106 e HS134 Giuseppe Dal Ben.

## Podi

### Uomini
| Evento            |                                                                 |         |                                                             |        |                                                       |       |
| Oro               | Punteggio                                                       | Argento | Punteggio                                                   | Bronzo | Punteggio                                             |       |
| HS106 individuale | Sami Niemi                                                      | 270,3   | Krzysztof Biegun                                            | 267,2  | Michail Maksimočkin                                   | 265,8 |
| HS134 individuale | Krzysztof Biegun                                                | 278,6   | Sami Niemi                                                  | 267,4  | Junshirō Kobayashi                                    | 259,2 |
| HS106 a squadre   | Polonia Krzysztof Biegun Bartłomiej Kłusek Aleksander Zniszczoł | 755,5   | Russia Michail Maksimočkin Aleksandr Sardyko Roman Trofimov | 727,7  | Austria Clemens Aigner Daniel Huber David Unterberger | 721,9 |

### Donne
| Evento            | Oro         | Punteggio | Argento             | Punteggio | Bronzo           | Punteggio |
| HS106 individuale | Katja Požun | 261,0     | Michaela Doleželová | 250,5     | Irina Avvakumova | 245,3     |

### Misti
| Evento                | Oro                                         | Punteggio | Argento                             | Punteggio | Bronzo                            | Punteggio |
| HS106 a squadre miste | Russia Irina Avvakumova Michail Maksimočkin | 508,1     | Finlandia Julia Kykkänen Sami Niemi | 505,1     | Slovenia Mitja Mežnar Katja Požun | 500,6     |

## Medagliere
| Pos.   | Paese     | Oro | Argento | Bronzo | Totale |
| ------ | --------- | --- | ------- | ------ | ------ |
| 1      | Polonia   | 2   | 1       | 0      | 3      |
| 2      | Finlandia | 1   | 2       | 0      | 3      |
| 3      | Russia    | 1   | 1       | 2      | 4      |
| 4      | Slovenia  | 1   | 0       | 1      | 2      |
| 5      | Rep. Ceca | 0   | 1       | 0      | 1      |
| 6      | Austria   | 0   | 0       | 1      | 1      |
| 6      | Giappone  | 0   | 0       | 1      | 1      |
| Totale | Totale    | 5   | 5       | 5      | 15     |